# Augusto Campana
Augusto Campana (Santarcangelo di Romagna, 22 maggio 1906 – Santarcangelo di Romagna, 7 aprile 1995) è stato un bibliotecario, filologo e storico italiano.

## Biografia
Enfant prodige negli studi, appena diciannovenne ricevette dal Comune della sua città l'incarico di riordinare la piccola biblioteca civica, della quale pubblicò nello stesso anno (1925) un breve saggio descrittivo.
Nel novembre 1932 si laureò in Lettere all'Università di Bologna con Albano Sorbelli, discutendo una tesi dal titolo La Biblioteca Malatestiana e le altre minori del Forlivese.  L'anno seguente si sposò con Rosetta Fabi. Le posizioni di non allineamento nei confronti del regime fascista, manifestate già in età giovanile, gli preclusero una sicura carriera bibliotecaria di vertice. Insegnò alle scuole medie del suo paese, dove ebbe tra gli allievi il giovane Tonino Guerra.
Nel 1935 venne chiamato a Roma per lavorare in campo biblioteconomico nella Città del Vaticano. Nel 1938 fu nominato "scrittore" (scriptor) presso la Biblioteca Apostolica Vaticana. In pochi anni si affermò come bibliografo erudito e versatile.
Dal 1951 fu professore incaricato alla Scuola Normale di Pisa; dal 1960 fu professore di ruolo all'Università di Urbino e dal 1965 al 1976 insegnò presso l'Università "La Sapienza" di Roma.
Nel 1955 entrò nel Consiglio direttivo nazionale dell'Associazione italiana biblioteche (AIB).
Nel 1987 fu nominato socio corrispondente dell'Accademia nazionale dei Lincei.
Durante la sua ultradecennale attività collaborò alla redazione di importanti repertori, come il Dizionario biografico degli italiani e l'Enciclopedia italiana, e a riviste come «Italia medievale e umanistica», di cui fu anche tra i fondatori.
Profondo conoscitore e studioso autorevole della storia della Romagna (fu la spina dorsale delle sue ricerche, come disse Carlo Dionisotti), nel 1949 fondò la Società di studi romagnoli, di cui fu presidente per i primi cinque anni. In questa veste promosse importanti convegni, aperti alla partecipazione di studiosi stranieri, e fondò la rivista «Studi romagnoli», alla quale collaborò regolarmente fino al 1955.
Esperto di letteratura medievale, ha lasciato importanti contributi di paleografia latina, epigrafia medievale, filologia romanza e umanistica. A lui si deve la scoperta degli Epigrammata bobiensia, della copia autografa di Poggio Bracciolini di otto orazioni ciceroniane, nonché di una sconosciuta, bellissima lettera di Giovanni Boccaccio a Donato Albanzani.
La sua fornitissima biblioteca (circa 25.000 volumi, 15.000 opuscoli e un voluminoso carteggio), riconosciuta con decreto ministeriale per il suo valore, è stata devoluta alla Fondazione Cassa di risparmio di Rimini, di cui Campana era stato socio fondatore.

## Opere
Augusto Campana pubblicò importanti contributi in ambito bibliotecario, tra cui quelli sulla biblioteca del Poliziano e sulla Biblioteca della Cattedrale di Benevento. Suoi articoli sono comparsi sulle principali riviste di biblioteconomia italiane.
Una sua opera è stata ripubblicata postuma: Profili e ricordi (Antenore, Padova, 1997), a cura di Alfredo Stussi e Marino Berengo.
Presso le Edizioni Storia e Letteratura (Roma) sono in corso di ristampa gli altri suoi scritti, raccolti in tre volumi, di due tomi ciascuno.